# 潮山
潮山（うしおやま）は、静岡県藤枝市潮・中藪田にある山。標高204メートル。

## 概要
朝比奈川と葉梨川に挟まれた地域にある。市域西側の山間部に近いが、周囲を平野に囲まれた独立峰である。山頂には地上デジタルテレビ放送の中継局である藤枝テレビ中継局がある。北側の標高約100メートルの小ピークは朝日山や牛伏山と呼ばれ、朝日稲荷神社がある。南側の山腹は国道1号藤枝バイパスの潮トンネルが貫通する。
北の朝日山山麓を登山口とし、茶畑などになっている緩い鞍部を抜けて潮山まで続くハイキングコースがあり、藤枝バイパス潮トンネルの脇にも登山口がある。比較的登りやすい遊び場のような里山である。